# Ziua însângerată
Ziua însângerată este un film românesc din 1985 regizat de Ion Truică.